# Oliván (Biescas)
Oliván (en aragonais Olibán) est un village de la province de Huesca, situé à environ six kilomètres au sud du village de Biescas, auquel il est rattaché administrativement, dans la Tierra de Biescas. Il compte 37 habitants en 2016 (INE). Le village compte une église de style roman, dédiée à saint Martin, très bien conservée et qui fait partie des quatorze églises du Serrablo construites entre le milieu du Xe siècle et le milieu du XIe siècle qui subsistent aujourd'hui.